# برونو رودریگز (بازیکن فوتبال)
برونو رودریگز (انگلیسی: Bruno Rodriguez؛ زادهٔ ۲۵ نوامبر ۱۹۷۲) بازیکن فوتبال سابق اهل فرانسه است که در پست مهاجم بازی می‌کرد.
از باشگاه‌هایی که در آن بازی کرده است می‌توان به باشگاه فوتبال رایو وایکانو، باشگاه فوتبال لانس، باشگاه فوتبال کلرمون فوت، باشگاه فوتبال گنگام، باشگاه فوتبال استراسبورگ، باشگاه فوتبال باستیا، باشگاه فوتبال آژاکسیو، باشگاه فوتبال پاری سن ژرمن، باشگاه فوتبال متس، باشگاه فوتبال موناکو، و باشگاه فوتبال برادفورد سیتی اشاره کرد.